# بريندا فيلا
بريندا فيلا (بالإنجليزية: Brenda Villa)‏ هي لاعبة كرة الماء أمريكية، ولدت في 18 أبريل 1980 في لوس أنجلوس في الولايات المتحدة.

## وصلات خارجية
- بريندا فيلا على موقع الاتحاد الدولي للسباحة (الإنجليزية)
- بريندا فيلا على موقع قاعة مشاهير السباحة العالمية (الإنجليزية)
- بريندا فيلا على موقع قاعة مشاهير السباحة الأمريكية (الإنجليزية)
- بريندا فيلا على موقع اللجنة الأولمبية الدولية (الإنجليزية)
- بريندا فيلا على موقع أوليمبيديا (الإنجليزية)
- بريندا فيلا على موقع اللجنة الأولمبية والبارالمبية الأمريكية (الإنجليزية)